# Goran Reljić
Goran Reljić (ur. 20 marca 1984 w Zadarze) – chorwacki zawodnik mieszanych sztuk walki (MMA). Zawodnik UFC w latach 2008–2010, międzynarodowy mistrz KSW w wadze półciężkiej z 2015. Posiadacz czarnego pasa w brazylijskim jiu-jitsu.

## Kariera MMA

### Wczesna kariera i UFC
Zadebiutował 4 kwietnia 2004 pokonując Bojana Spalevicia. Od 2004 do 2007 niepokonany w siedmiu walkach podpisał kontrakt z UFC, gdzie w debiucie zwyciężył przed czasem Wilsona Gouveie otrzymując również bonus finansowy w ramach walki wieczoru. Kolejne walki w UFC przegrywał, kolejno z C.B. Dollawayem, Kendallem Grove oraz Krzysztofem Soszyńskim i ostatecznie został zwolniony z organizacji.

### Po UFC
Po zwolnieniu walczył na galach m.in. w Rosji i Szwajcarii. W 2013 związał się z organizacją KSW. W pierwszej walce 16 marca 2013 zmierzył się o pas mistrzowski z ówczesnym mistrzem Janem Błachowiczem przegrywając z nim na punkty. Rok później pokonał Karola Cielińskiego, a pod koniec roku 6 grudnia 2014 wypunktował Tomasza Narkuna.
23 maja 2015 otrzymał ponownie szanse stoczenia walki o zwakowany tytuł mistrzowski KSW w wadze półciężkiej. Zmierzył się o niego z byłym mistrzem Bellatora Słowakiem Attilą Véghiem. Reljić pokonał Végha niejednogłośnie na punkty i został międzynarodowym mistrzem KSW. Tytuł stracił już w pierwszej obronie 31 października 2015 na rzecz Tomasza Narkuna.

### ACA
W pierwszej walce dla rosyjskiej organizacji zmierzył się z Nikolą Dipchikovem na gali ACA 109, 20 sierpnia 2020 roku. Przegrał walkę przez TKO w pierwszej rundzie.
Później zmierzył się z Carlosem Eduardo 23 kwietnia 2021 na ACA 122. Wygrał walkę przez niejednogłośną decyzję.
4 grudnia 2021 roku na ACA 133 doszło do jego walki z Davrbekiem Isakovem. Zwyciężył przez techniczny nokaut w drugiej rundzie.

## Boks na gołe pięści
W debiucie w boksie na gołe pięści, został mistrzem świata UBBADA w wadze półciężkiej na gali BKB 7 w Liverpoolu 9 września 2017 roku. Pokonał Ricky'ego Neldera przez jednogłośną decyzję.
Następnie obronił tytuł mierząc się przeciwko Jimmy'emu McCrory'emu 4 listopada 2017 roku. Walka została uznana za nieodbytą, ponieważ szczęka McCrory'ego złamała się po nieumyślnym zderzeniu głowami.

## Osiągnięcia

### Mieszane sztuki walki
- 2015: międzynarodowy mistrz KSW w wadze półciężkiej[5]

### Boks na gołe pięści
- 2017: mistrz świata BKB w wadze półciężkiej (boks na gołe pięści)[9]

## Lista zawodowych walk MMA
| Wynik     | Bilans | Przeciwnik (bilans przed walką) | Rozstrzygnięcie                          | Runda | Czas | Rozgrywki                                    | Data       | Miejsce          | Uwagi                                                                                    |
| --------- | ------ | ------------------------------- | ---------------------------------------- | ----- | ---- | -------------------------------------------- | ---------- | ---------------- | ---------------------------------------------------------------------------------------- |
| Przegrana | 21-12  | Alexey Efremov (22-14-1)        | TKO (niezdolność do kontynuowania walki) | 1     | 5:00 | ACA 166                                      | 24.11.2023 | Sankt Petersburg |                                                                                          |
| Przegrana | 21-11  | Stepan Gorshechnikov (8-4)      | TKO (ciosy pięściami)                    | 1     | 1:55 | ACA 155                                      | 08.04.2023 | Mińsk            |                                                                                          |
| Przegrana | 21-10  | Vojtech Garba (6-3)             | Decyzja (jednogłośna)                    | 3     | 5:00 | Real Fight Arena 3                           | 23.07.2022 | Ostrawa          | Main Event                                                                               |
| Wygrana   | 21-9   | Davrbek Isakov (15-4)           | TKO (ciosy)                              | 2     | 1:25 | ACA 133: Bimarzaev vs. Lima                  | 10.12.2021 | Sankt Petersburg |                                                                                          |
| Wygrana   | 20-9   | Carlos Eduardo (19-7)           | Decyzja (niejednogłośna)                 | 3     | 5:00 | ACA 122: Johnson vs. Poberezhets             | 23.04.2021 | Mińsk            |                                                                                          |
| Przegrana | 19-9   | Nikola Dipczikow (18-7)         | TKO (ciosy pięściami)                    | 1     | 2:38 | ACA 109: Haratyk vs. Strus                   | 20.08.2020 | Łódź             | Debiut w ACA                                                                             |
| Wygrana   | 19-8   | Miro Jurković (10-1)            | Decyzja (jednogłośna)                    | 3     | 5:00 | Serbian Battle Championship 28: Revenge      | 19.06.2020 | Odžaci           |                                                                                          |
| Wygrana   | 18-8   | Pedro Brum (6-9-1)              | TKO (ciosy pięściami)                    | 2     | 0:24 | Serbian Battle Championship 27: Revenge      | 14.03.2020 | Vrbas            |                                                                                          |
| Wygrana   | 17-8   | Andjelko Kitic (10-13)          | Poddanie (duszenie zza pleców)           | 1     | 3:50 | Trieste Fight Night 2                        | 08.12.2018 | Triest           |                                                                                          |
| Wygrana   | 16-8   | Daniel Doerrer (7-6)            | Poddanie (dźwignia na łokieć)            | 1     | 3:50 | Mannheim Harbor Brawl 6                      | 09.12.2017 | Mannheim         |                                                                                          |
| Przegrana | 15-8   | Mattia Schiavolin (13-2-2)      | Decyzja (jednogłośna)                    | 5     | 5:00 | Superior FC 15                               | 29.10.2016 | Rüsselsheim      | Pojedynek o pas mistrzowski Superior FC w wadze średniej                                 |
| Przegrana | 15-7   | Kazbek Saidaliew (6-1)          | Decyzja (jednogłośna)                    | 3     | 5:00 | Akhmat Fight Show 23: Grand Prix Akhmat 2016 | 11.06.2016 | Grozny           |                                                                                          |
| Przegrana | 15-6   | Wadim Niemkow (5-0)             | KO (ciosy pięściami)                     | 1     | 2:58 | Rizin FF: Saraba no Utage                    | 29.12.2015 | Saitama          | Ćwierćfinał World Grand Prix wagi ciężkiej                                               |
| Przegrana | 15-5   | Tomasz Narkun (10-2)            | KO (ciosy pięściami)                     | 1     | 1:55 | KSW 32: Road to Wembley                      | 31.10.2015 | Londyn           | Stracił międzynarodowe mistrzostwo KSW w wadze półciężkiej                               |
| Wygrana   | 15-4   | Attila Végh (29-5-2)            | Decyzja (niejednogłośna)                 | 3     | 5:00 | KSW 31: Materla vs. Drwal                    | 23.05.2015 | Gdańsk           | Zdobył międzynarodowe mistrzostwo KSW w wadze półciężkiej                                |
| Wygrana   | 14-4   | Tomasz Narkun (9-1)             | Decyzja (jednogłośna)                    | 3     | 5:00 | KSW 29: Reload                               | 06.12.2014 | Kraków           |                                                                                          |
| Wygrana   | 13-4   | Karol Celiński (11-4-1)         | Decyzja (jednogłośna)                    | 3     | 5:00 | KSW 26: Materla vs. Silva III                | 22.03.2014 | Warszawa         |                                                                                          |
| Wygrana   | 12-4   | Nіkołai Osokіn (2-5)            | TKO (kopnięcie w korpus)                 | 1     | 0:46 | Draka 13 – Governor's Cup 2013               | 30.08.2013 | Władywostok      |                                                                                          |
| Przegrana | 11-4   | Jan Błachowicz (16-3)           | Decyzja (jednogłośna)                    | 3     | 5:00 | KSW 22: Czas Dumy                            | 16.03.2013 | Warszawa         | Debiut w KSW, Pojedynek o międzynarodowe mistrzostwo KSW w wadze półciężkiej, Main Event |
| Wygrana   | 11-3   | Gadżi Magomiedow (0-1)          | Decyzja (jednogłośna)                    | 4     | 3:00 | Draka 8 – Governor's Cup 2012                | 11.08.2012 | Nachodka         |                                                                                          |
| Wygrana   | 10-3   | Rogent Lloret (11-3-1)          | TKO (ciosy pięściami)                    | 1     | 3:02 | SHC 5 – Llorent vs. Reljic                   | 24.03.2012 | Genewa           | Pojedynek w wadze ciężkiej                                                               |
| Wygrana   | 9-3    | Goran Scepanović (0-0)          | TKO (ciosy pięściami)                    | 1     | 1:31 | Bilic Fight Night 6                          | 07.10.2011 | Zagrzeb          |                                                                                          |
| Przegrana | 8-3    | Krzysztof Soszyński (24-11-1)   | Decyzja (jednogłośna)                    | 3     | 5:00 | UFC 122: Marquardt vs. Okami                 | 13.11.2010 | Oberhausen       | Powrót do wagi półciężkiej                                                               |
| Przegrana | 8-2    | Kendall Grove (11-7)            | Decyzja (niejednogłośna)                 | 3     | 5:00 | UFC 116                                      | 03.07.2010 | Las Vegas        |                                                                                          |
| Przegrana | 8-1    | C.B. Dollaway (9-2)             | Decyzja (jednogłośna)                    | 3     | 5:00 | UFC 110                                      | 20.02.2010 | Sydney           | Debiut w wadze średniej                                                                  |
| Wygrana   | 8-0    | Wilson Gouveia (10-4)           | TKO (ciosy pięściami)                    | 2     | 3:15 | UFC 84                                       | 24.05.2008 | Las Vegas        | Debiut w UFC, Bonus za walkę wieczoru                                                    |
| Wygrana   | 7-0    | Waldemar Goliński (1-0)         | Decyzja (jednogłośna)                    | 2     | 5:00 | Boxing Explosion 2                           | 02.08.2007 | Celje            |                                                                                          |
| Wygrana   | 6-0    | Tomek Smykowski (0-2)           | Poddanie (dźwignia na łokieć)            | 1     | 4:51 | CF – The Real Deal                           | 05.05.2007 | Maribor          |                                                                                          |
| Wygrana   | 5-0    | Petr Kelner (8-6)               | Poddanie (dźwignia na łokieć)            | 3     | 3:47 | Ultimate Fight – Challenge                   | 09.12.2006 | Samobor          |                                                                                          |
| Wygrana   | 4-0    | Bojan Mihajlović (0-2)          | Poddanie (kimura)                        | 1     | 2:51 | Noc Skorpiona 3                              | 18.02.2005 | Szybenik         |                                                                                          |
| Wygrana   | 3-0    | Nenad Djurić (1-1)              | TKO (ciosy)                              | 2     | 0:54 | Noc Skorpiona 1                              | 29.04.2005 | Zadar            |                                                                                          |
| Wygrana   | 2-0    | Andrej Bregar (0-0)             | Poddanie (duszenie trójkątne rękoma)     | 1     | 1:52 | Trboulje 1 – Croatia vs. Slovenia            | 05.11.2004 | Lublana          |                                                                                          |
| Wygrana   | 1-0    | Bojan Spalević (0-1)            | Poddanie (dźwignia na łokieć)            | 1     | 4:20 | Ultimate Fight Dubravc                       | 04.04.2004 | Zagrzeb          | Debiut w zawodowym MMA                                                                   |